# 塘湾镇 (洪江市)
塘湾镇，是中华人民共和国湖南省怀化市洪江市下辖的一个乡镇级行政单位。

## 行政区划
塘湾镇下辖以下地区：
塘湾社区、陈家村、文峰村、水源村、兰家村、羊皮洞村、隘上村、白羊村、江溪村、中山村、响溪村、枳中槽村、花岩村、木兰溪村和里木冲村。